# Cuarte de Huerva
Cuarte de Huerva – gmina w Hiszpanii, w prowincji Saragossa, w Aragonii, o powierzchni 8,95 km². W 2011 roku gmina liczyła 10 394 mieszkańców.